# Okres Spišská Nová Ves
Spišská Nová Ves ist ein Okres (Verwaltungseinheit) in der Ostslowakei mit 95.144 Einwohnern (2004) und einer Fläche von 587 km².
Historisch gesehen, liegt der Bezirk zum größten Teil im ehemaligen Komitat Zips, ein kleiner Teil mit den Ortschaften Mlynky und Hnilec gehört zum ehemaligen Komitat Gemer und Kleinhont (siehe auch Liste der historischen Komitate Ungarns).

## Bevölkerung
| Jahr                | 1994   | 2004    | 2014    | 2024    |
| ------------------- | ------ | ------- | ------- | ------- |
| Anzahl der Personen | 88.693 | 95.144  | 98.869  | 98.670  |
| Unterschied         |        | +7,27 % | +3,91 % | −0,20 % |

| Jahr                | 2023   | 2024    |
| ------------------- | ------ | ------- |
| Anzahl der Personen | 98.556 | 98.670  |
| Unterschied         |        | +0,11 % |

## Städte
- Krompachy (Krompach)
- Spišská Nová Ves (Zipser Neudorf)
- Spišské Vlachy (Wallendorf)

## Gemeinden
| - Arnutovce (Emaus) - Betlanovce (Bethelsdorf) - Bystrany (Eulenbach) - Danišovce (Densdorf) - Harichovce (Palmsdorf) - Hincovce (Hinsdorf) - Hnilčík (Eisenbach) - Hnilec (Hniletz) - Hrabušice (Kabsdorf) - Chrasť nad Hornádom (Hrost) - Iliašovce (Sperndorf) | - Jamník (Jemnig) - Kaľava (Karlsdorf) - Kolinovce (Kohlsdorf) - Letanovce (Lettensdorf) - Lieskovany (Haseldorf) - Markušovce (Marksdorf) - Matejovce nad Hornádom (Matzdorf) - Mlynky - Odorín (Dirn) - Olcnava (Alzenau) - Oľšavka (Olschanka) | - Poráč (Rotenberg) - Rudňany (Kotterbach) - Slatvina (Salzbrunn) - Slovinky (Höfen) - Smižany (Schmögen) - Spišské Tomášovce (Tomsdorf) - Spišský Hrušov (Birndorf) - Teplička (Teplitzchen) - Vítkovce (Witkensdorf) - Vojkovce (Woikensdorf) - Žehra (Schigra) |

Für den Okres Spišská Nová Ves und Gelnica ist das Bereichsamt (obvodný úrad) in Spišská Nová Ves zuständig. Es hat eine Zweigstelle in Krompachy.

## Kultur
In dem Artikel Denkmalgeschützte Objekte im Okres Spišská Nová Ves findet man Informationen über die vom slowakischen Denkmalamt geschützten Objekte im Okres.